# ترجلا
ترجلا (به گرجی: თერჯოლა) شهری در استان ایمرتی گرجستان است. جمعیت این شهر طبق سرشماری سال ۲۰۰۹ میلادی ۶٬۱۰۰ نفر بوده‌است.